# Кот, Робер де
Робе́р де Кот (фр. Robert de Cotte; 1656 год, Париж — 15 июля 1735 года, Пасси) — французский архитектор-декоратор и рисовальщик-орнаменталист эпохи классицизмa. Ученик и помощник своего тестя, придворного архитектора Жюля Ардуэн-Мансара; работал с ним в Париже и Версале. С 1672 года выполнял заказы французского короля Людовика XIV.

## Жизнь и творчество
В 1687 году Робер де Кот был принят в Королевскую академию архитектуры. В 1689 году, после шестимесячного пребывания в Италии (1689—1690) в компании Жака Габриэля, он стал королевским архитектором. В 1702 году ему было пожаловано дворянское достоинство. Как главный помощник Ардуэн-Мансара он обязан был следить за выполнением всех чертежей, расходованием материалов и организацией строительных работ, в том числе изготовления картонов для королевских мануфактур Гобеленов и Савоннери, с наблюдением за процессом торгов с подрядчиками и связью с Академией, членом которой он стал в том же году. В Кабинете Эстампов Национальной библиотеки в Париже хранится восемь томов чертежей, рисунков и прочих документов, связанных с этой деятельностью архитектора.
В 1708 году, после смерти Жюля Ардуэн-Мансара, Робер де Кот был назначен Первым архитектором короля и управляющим ведомством Королевских построек (Premier architecte du roi et intendant général des Bâtiment). В том же году Робер де Кот стал директором Королевской академии архитектуры. Именно Робер де Кот завершил в 1710 году строительство Королевской (пятой) капеллы Большого Версальского дворца по проекту Ж. Ардуэн-Мансара, а также участвовал в постройке Большого Трианона.
Вместе с Ж. Бофраном проектировал дворец в Вюрцбурге. С 1699 года руководил королевской мануфактурой Гобеленов. Проекты оформления интерьеров и мебели, созданные де Котом в неоклассическом стиле вопреки моде на рококо, распространявшейся в те годы в Европе, отражены в многочисленных гравюрах. В последние годы Робер де Кот обратился за изобретением орнаментов к скульптору Франсуа-Антуану Вассе.
Робер де Кот скончался в Пасси (ныне часть Парижа) в возрасте 78 лет, его похоронили в церкви Сен-Жермен-л'Осеруа, в присутствии двух сыновей Жюля-Робера и Жана-Армана, которые также стали архитекторами.

## Галерея
- Замок Поппельсдорф в Бонне. 1715
- Королевская капелла Большого Версальского дворца. 1689—1710. Проект Ж. Ардуэн-Мансара
- Перистиль Большого Трианона в Версале. 1691—1705. Общий проект Ж. Ардуэн-Мансара 1687 года
- Дворец Рогана в Страсбурге. 1731—1742
- Епископский дворец в Вердене.  1724
- Замок в Компьене
- Проект Большого кабинета дворца Буэн Ретиро в Бонне

Де Кот был уже в своё время знаменитым и признанным архитектором Европы — несмотря на то, что редко покидал Париж. Среди его наиболее известных работ:
- Завершение Королевской капеллы Большого Версальского дворца. 1689—1710
- Замок Поппельсдорф в Бонне. 1715
- Дворец Турн-и-Таксис во Франкфурте-на-Майне. 1729—1734
- Перистиль Большого Трианона в Версале. 1691—1705
- Украшение хора в Соборе Парижской Богоматери. 1699
- Отель де Бурбон в Париже. 1717
- Малый особняк де Виллар
- Епископский дворец в Вердене. 1724
- Епископский дворец в Шалон-сюр-Марн. 1719—1720
- Дворец Рогана в Страсбурге. 1731—1742
- Фасад церкви Сен-Рош в Париже (по проекту Ж. Лемерсье). 1730